# Siekiercze
Siekiercze (niem. Kattenwerder) – była osada w Polsce, włączona do miasta Kalisz Pomorski położona w województwie zachodniopomorskim, w powiecie drawskim, w gminie Kalisz Pomorski. W latach 1975–1998 miejscowość administracyjnie należała do województwa koszalińskiego.